# Rachmetov
(Nikolaj G. Černyševskij, Che fare?, Pordenone, Edizioni Studio Tesi, 1990, p. 286)
Rachmetov (in russo Рахметов?) — si ignorano nome e patronimico — è un personaggio del romanzo Che fare? di Nikolaj Černyševskij. Pur recitando nel componimento narrativo un ruolo minore per quanto attiene allo sviluppo dell'azione, ne è tuttavia il fulcro, l'asse portante. In Rachmetov l'autore ha delineato la figura del «rivoluzionario di professione» ante litteram, votato al sacrificio delle proprie passioni personali per un bene più alto, e che a tal fine abbraccia uno stile di vita ascetico. La rilevanza del personaggio è notevole perché generazioni di rivoluzionari russi si sono ispirate a lui, soprattutto tra i populisti degli anni '70 e '80 del XIX secolo, e qualcuno, come Dmitrij Lizogub è perfino riuscito ad eguagliare, se non a superare, il modello letterario.

## Le apparizioni nel romanzo
Černyševskij, nel tracciare il profilo di Rachmetov, è prodigo di allusioni che saldano — in un linguaggio dove la realtà annulla la finzione ma ad essa deve echeggiare — l'esigenza di tacitare la censura governativa, cui è sottoposto come nemico del regime imprigionato nel rivellino Alekseevskij, con l'uso di una censura interna alla stessa materia narrata, cui ricorre come autore di un personaggio impegnato in attività cospirative. La doppia censura, che avviluppa Rachmetov in un'atmosfera estremamente misteriosa, è funzionale ad accrescere nel lettore la percezione esatta di chi sia davvero.
La prima comparsa di Rachmetov non è neppure dichiarata al lettore. Uno dei protagonisti, Dmitrij Sergeič Lopuchov accompagna la moglie, Vera Pavlovna, a una gita domenicale in barca fuori San Pietroburgo, che è stata confortata dalla partecipazione di una cinquantina di persone, e s'intrattiene a discutere su non meglio precisate questioni politico-filosofiche con tre giovani amici, due studenti e un ufficiale. Ognuno di loro, a seconda delle idee professate, si è nel tempo guadagnato un appellativo: Lopuchov è lo schematico, i due studenti sono, l'uno romantico e l'altro rigorista, l'ufficiale è augustecomtista, ma solo il «rigorista» fino all'ultimo affondo renderà giustizia al nomignolo affibbiatogli e resterà fermo sulle sue posizioni. Inoltre, nel corso della scampagnata, si rivelerà un formidabile atleta dalla forza sovrumana, in grado di sollevare in aria simultaneamente l'ufficiale e Dmitrij Sergeič.
Che lo studente estremista amante della ginnastica sia Rachmetov, il lettore lo apprende in seguito, quando il giovane fa vedere a Vera Pavlovna la lettera scritta da Lopuchov dopo il suo presunto suicidio, in cui le rivela di aver messo in atto la simulazione per restituirle la libertà e consentirle di sposare Aleksandr Kirsanov, l'uomo che ama davvero. Segue una lunga conversazione tra i due, nella quale Rachmetov esprime la sua netta opinione sulla vicenda, e dalla quale il lettore può saggiare la logica stringente delle sue argomentazioni — crude solo perché veritiere — nonché apprezzarne l'intima natura di persona dolce e delicata, incline perfino all'allegria, se le drammatiche contingenze storiche non lo inducessero ai cupi pensieri, ad essere un «lugubre mostro» per amore del bene.

## Il personaggio
Al momento in cui si affaccia nello studio della casa dove vive Vera Pavlovna, in attesa di parlare con lei, e prende a spulciare tra gli scaffali dei libri per scegliere infine le Observation upon the Prophecies of Daniel and Apocalypse of St. John di Isaac Newton, Rachmetov ha ventidue anni e poiché il falso suicidio di Lopuchov è del 1856, possiamo dedurre che sia nato nel 1834. La sua famiglia, di alta aristocrazia feudale, discende da un capo tataro del XIII secolo fatto prigioniero a Tver' e quindi sgozzato, che prima di perdere la libertà aveva violentato la nipote di un gran maresciallo della nobiltà, lasciandole un erede. Rachmetov è il penultimo figlio di un luogotenente generale i cui possedimenti, luogo di nascita della progenie, sono sparsi «lungo l'alto corso della Medvedica». A quindici anni s'innamora di una delle amanti del padre e soffre per le conseguenze dello scandalo che sono state penose soprattutto per la donna. L'anno seguente, quando è all'università di San Pietroburgo, inizia a frequentare un circolo di studenti progressisti e di lì a poco intraprende la via della rigenerazione, della trasformazione in un rivoluzionario di professione, che lo porterà a convogliare pensieri, azioni, e tutta la sua volontà verso la realizzazione dell'ideale socialista. Di conseguenza comincia a condurre un'esistenza severa, improntata alla rinuncia.

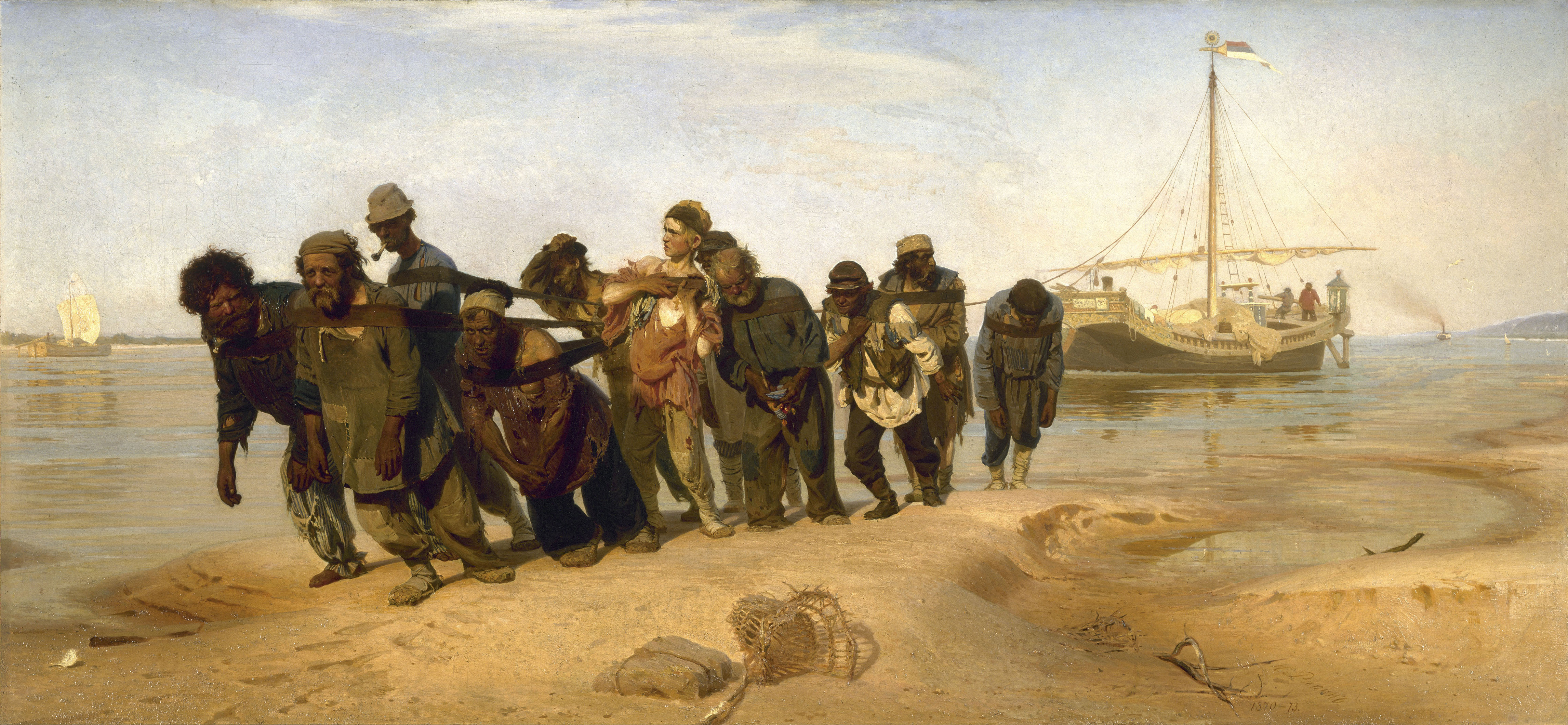
Burlaki na Volge (Alatori del Volga), opera di Il'ja Repin, 1870-1873, Museo di Stato russo, San Pietroburgo

È un giovane molto alto ma, benché robusto, non tale da impressionare. Decide di aumentare la massa muscolare per conciliarsi la «stima e l'amore degli uomini semplici», alludendo evidentemente all'attività di propagandista in mezzo al popolo che da ciò ne avrebbe tratto vantaggio, e allo scopo pratica quotidiani esercizi di ginnastica, sperimenta diversi e faticosi mestieri, assume carne bovina. A vent'anni conquista il soprannome di Nikituška Lomov, leggendario alatore del Volga dalla forza erculea, per essersi cimentato in questo duro lavoro e vantarne la stessa prestanza fisica.
Nonostante abbandoni gli studi, vasta è la sua cultura e ristrettissimo il tempo in cui si è formata. Assertore dell'autoeducazione, Rachmetov, come regola generale, legge infatti di ciascuna disciplina esclusivamente le opere fondamentali e risparmia tempo prezioso da dedicare ai suoi numerosi «affari». Quali siano propriamente questi affari non è dato sapere, ma non sono di «natura personale» e sono mediati da contatti con studenti e intellettuali a loro vicini. In altre parole, qui si accenna a un principio di attività cospiratoria che dovrà concretarsi nel prossimo futuro. Non beve alcolici e, per quanto ami la cucina raffinata, ne fa a meno. A parte la carne, mangia solo quei cibi accessibili al popolo più umile, perché altrimenti non potrebbe sentire la vera miseria sulla propria pelle. Allo stesso modo, pur apprezzando l'eleganza, veste poveramente. Per testare la sua capacità di sopportare il dolore — chiara allusione alle possibili torture nelle carceri zariste — trascorre una notte intera sdraiato sul feltro disseminato di innumerevoli piccoli chiodi che ha piantati con la punta rivolta verso l'alto. Si lacera il fianco e la schiena, perde molto sangue, ma è soddisfatto di aver superato la prova, di essere cioè all'altezza del suo gravoso compito. Quando s'innamora di una giovane vedova che ha salvato da una situazione pericolosa, deve lottare per non soccombere al sentimento. Lui non può concedersi l'amore, non può unire al suo incerto destino quello di un'altra persona. Soffre, e dice di sé: «Non sono un'idea astratta, ma un uomo che vuole vivere». Unica sua «ripugnante debolezza» sono i sigari, di buona qualità, senza i quali non può pensare. E a questa pecca, che umanizza Rachmetov e affievolisce l'aureola della sua perfezione morale, si appigliano gli amici per frenare i suoi rimbrotti.

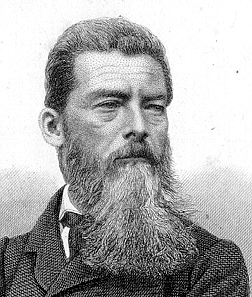
Ludvig Feuerbach

A poco a poco si disfa dell'eredità paterna. Libera i servi, liquida una parte della terra e con il denaro ricavato mantiene sette studenti fino alla conclusione degli studi. Vende, finalmente, gli ultimi apprezzamenti di terra, e parte. Di lui non si saprà più nulla di sicuro. Tuttavia i rumori non mancheranno e saranno più che attendibili. Un russo, somigliante nell'aspetto e nel modo di esprimersi, pieno di «dovuto» e «necessario», a Rachmetov, sarà visto su un treno diretto in Baviera, una tappa tra le tante di un viaggio formativo all'estero. E correrà voce che un giovane russo, ex proprietario terriero, si sia recato dal «massimo pensatore del secolo diciannovesimo, un tedesco, padre della nuova filosofia» — circonlocuzione dietro cui Černyševskij cela il nome del suo maestro Ludwig Feuerbach — per dargli quasi tutto il suo denaro, una somma cospicua, affinché possa continuare a pubblicare ora che vive poveramente. Il filosofo rifiuterà la generosa donazione, e il giovane la lascerà depositata in banca a suo nome.
Ma forse Rachmetov riappare ancora nel romanzo e, di nuovo, la sua presenza non è denunciata al lettore come già è stato fatto con la sua prima sortita nei panni del «rigorista». Nell'ultima pagina, quando la storia narrata deve arrestarsi, essendo venuta a confluire nel momento presente, la linea temporale fa improvvisamente un balzo in avanti di due anni e salta dal 1863 al 1865. In un tripudio di gioia si accenna al ritorno di un giovane uomo tanto atteso, sui trent'anni. Rachmetov avrebbe la stessa età nel 1865, e il suo ritorno starebbe ad annunciare l'avvio della rivoluzione, senz'altro vittoriosa dati il clima di festa e il titolo del brevissimo capitolo conclusivo: «Cambiamento di scena».
All'inizio della sua trasformazione, quando aveva risolto di dedicarsi alla causa del popolo e di seguire uno stile di vita spartano, Rachmetov si era chiesto se fosse inevitabile imporsi simili sacrifici: «Perché lo fai? Un tale estremismo non è necessario». «E invece è necessario. Noi vogliamo che gli uomini possano godere pienamente della vita, e pertanto dobbiamo dimostrare con la stessa nostra esistenza che non c'interessa soddisfare le nostre passioni personali, che non lo facciamo solo per noi stessi, ma per l'uomo in genere. Dobbiamo dimostrare che parliamo solo per principio, non per faziosità, per convinzione, non per convenienza personale».

## La dialettica tra l'«uomo comune onesto» e l'«uomo particolare»

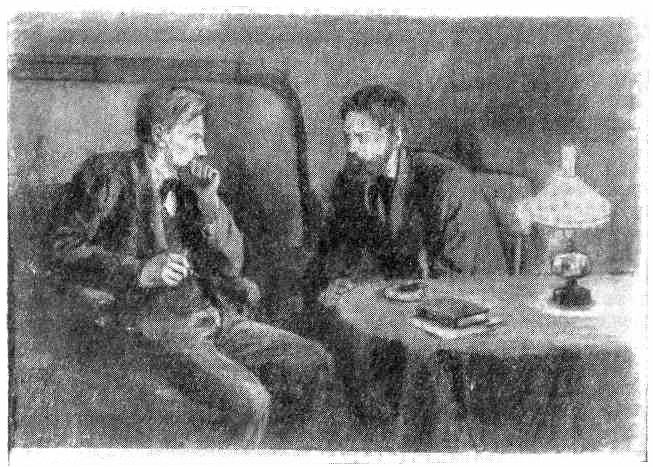
Gli «uomini comuni onesti» Lopuchov e Kirsanov, in un'illustrazione di Vladimir Domogackij

Dopo le scene d'effetto che aprono il romanzo, Černyševskij dichiara che è sua intenzione non strabiliare il lettore con nuovi colpi di scena, che tutto sarà anzi detto in anticipo, ormai che la sua attenzione è stata catturata. Il canovaccio narrativo, infatti, ha nel Che fare? un valore strumentale, la trama è un pretesto per dire qualcosa d'altro e non è essenziale. Similmente, si arguisce che neanche i personaggi principali della fabula, quelli che ritmano l'azione, sono essenziali, perché è Rachmetov che risponde all'«istanza più importante, fondamentale, dell'artisticità», è lui, che non svolge alcun ruolo nel corso degli eventi, il «nucleo realmente attivo» del racconto.

«La prima istanza dell'artisticità» — spiega Černyševskij — «consiste nella necessità di rappresentare gli oggetti in modo che il lettore se li raffiguri nel loro vero aspetto». Chi ha sempre vissuto in una capanna, può credere che una casa comune dipinta in un quadretto, solo perché è più grande della sua dimora, sia un palazzo. La maggioranza dei lettori osserva Lopuchov, Kirsanov, Vera Pavlovna, e immagina che siano persone eccezionali. Ma non è così. Non sono vili, hanno convinzioni oneste e cercano di adeguare la propria condotta a dette convinzioni, sono persone degne di rispetto, tuttavia, dinnanzi a loro non ci si genuflette. Se paiono eccezionali alla maggioranza, ciò è dovuto al fatto che la maggioranza è ancora troppo al di sotto di questo tipo. Essa, appunto, vive «nell'antro dell'inferno» e scambia una casa normale per un palazzo. A questa maggioranza occorre mostrare com'è fatto un palazzo, quanto sia diverso da una comune casupola, ed ecco la ragione per cui nel romanzo è stato introdotto il personaggio dell'«uomo nuovo particolare» Rachmetov, figura non riconducibile alle altre, pure di «uomini nuovi». Egli è una natura sublime, superiore, gareggiare con lui è impresa impossibile per gli altri «uomini nuovi», gli onesti. E gli uomini onesti di fronte a Rachmetov s'inchinano. «È più importante di tutti noi messi insieme», dice Kirsanov; «La vita non può farne a meno», sentenzia Lopuchov; e Vera Pavlovna, riconosce:
 « Gli uomini come Rachmetov sono d'una specie particolare: si fondano a tal punto con la causa comune che essa diventa per loro una necessità, ossia qualcosa che riempie tutta la loro esistenza e sostituisce in loro ogni vita personale. Ma noi non riusciamo a vivere come loro. Non siamo aquile come Rachmetov. A noi la vita personale è necessaria. »
Ma, se il sublime è raro e quasi irraggiungibile, il comune può e deve essere raggiunto. Alla maggioranza «ignobile» Černyševskij dice che essere onesti, vivere felici nell'onestà, imparare a godere delle gioie semplici della vita, evolvendo razionalmente, non costa sacrifici, non chiede privazioni, ed «è bello».

## Il «vero» Rachmetov

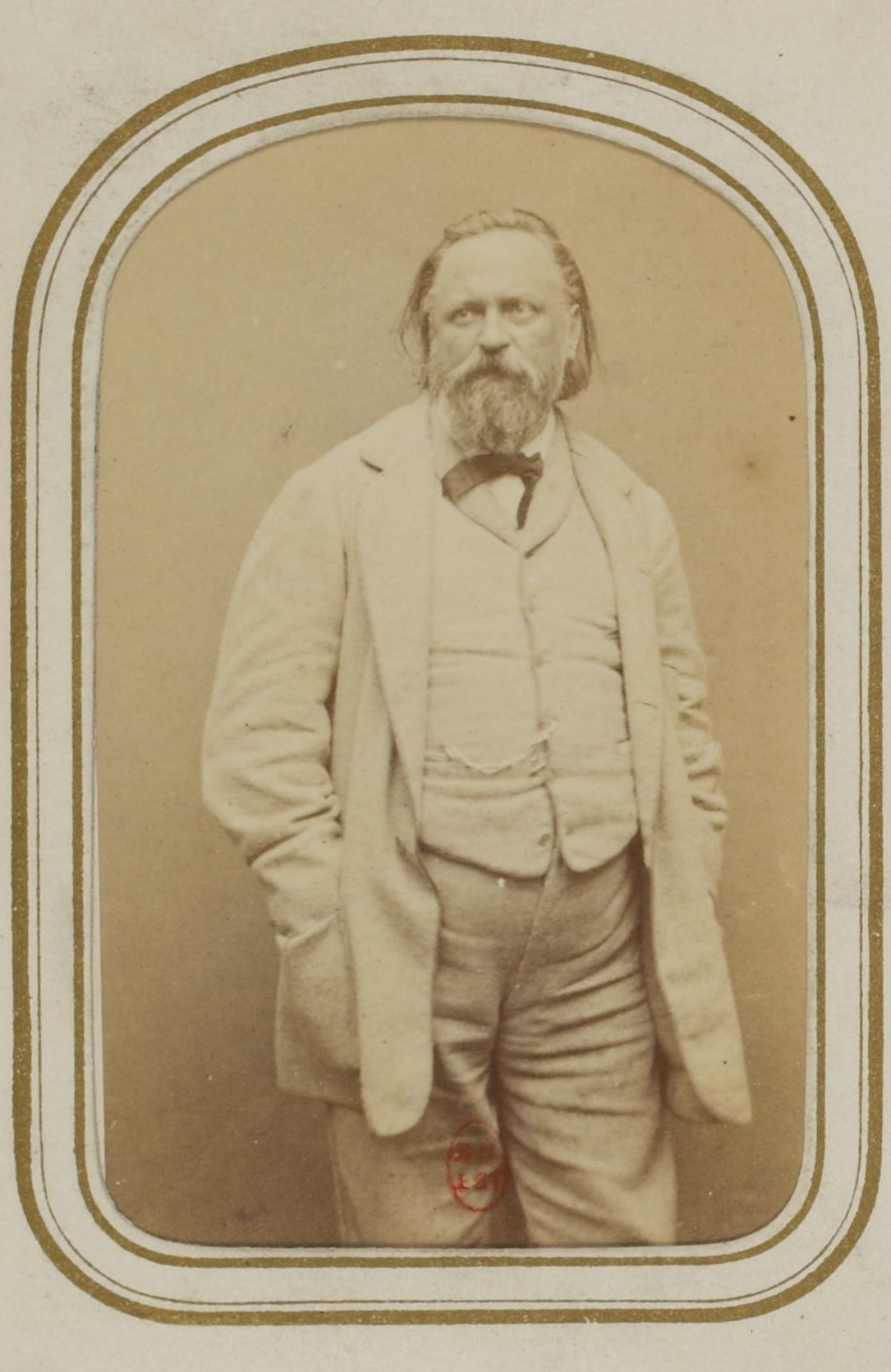
Aleksandr Gercen

Secondo il rivoluzionario Sergej Stachevič (1843-1918), membro della prima Zemlja i Volja e molto più tardi marito di Lidija Figner, che incontrò Černyševskij nel 1865, durante il periodo dei lavori forzati a Nerčinsk, il prototipo del personaggio di Rachmetov sarebbe Pavel Aleksandrovič Bachmetev, proprietario terriero appartenente a un ramo decaduto di un'antica famiglia nobile originaria del governatorato di Saratov, dichiarazione confermata anche dal cugino materno dello scrittore, Aleksandr N. Pypin.
Nato il 7 agosto 1828 nell'uezd di Serdobsk (alto corso del fiume Medvedica), Bachmetev, s'iscrisse al liceo di Saratov nel 1845 e conobbe Černyševskij, che invece stava concludendo i suoi studi al seminario e l'anno seguente sarebbe andato all'università di San Pietroburgo, attraverso Pypin, suo compagno di classe. Nel 1851, tornato a Saratov, Černyševskij iniziò subito a lavorare al liceo come insegnante di letteratura, e la sua firma compare sul certificato di diploma di Bachmetev che prese la licenza solo allora. L'anno seguente Pavel Aleksandrovič entrò all'Istituto agrario di Gorki, nel Governatorato di Mogilёv, e quasi sicuramente nell'estate del 1856 era a San Pietroburgo, dove rivide Černyševskij ed ebbe una lunga conversazione con lui. Bachmetev sistemò i suoi affari, cioè ricavò denaro liquido dalla vendita — a basso costo — delle sue proprietà, partì per l'estero e nell'estate del 1857 consegnò ventimila franchi, pari a cinquemila rubli, a Gercen perché fossero destinati all'attività rivoluzionaria.
Quando nel 1859 Černyševskij andò a Londra da Gercen, molto probabilmente ebbe modo di parlare con lui del suo vecchio amico che aveva lasciato la capitale dell'Impero britannico ai primi di settembre di due anni prima. Era desiderio di Bachmetev, come aveva rivelato agli amici, fondare una comunità retta dai principi socialisti in un luogo lontano dalla civiltà, incontaminato, alle Isole Marchesi o in Nuova Zelanda. Non farà più ritorno in Russia e quale sia stato il suo destino dopo la partenza da Londra è tuttora un mistero. Da studi condotti negli anni sessanta del XX secolo si è solo potuto apprendere che non giunse mai né nelle Isole Marchesi, né in Nuova Zelanda.

## L'impatto di Rachmetov sulle future generazioni di rivoluzionari
Il carattere di Rachmetov è apparso a certa critica conservatrice irreale, iperbolico, ed è stato ridicolizzato assieme al suo autore, giudicato uno scrittore completamente privo di talento letterario. La gioventù rivoluzionaria però, affascinata ed esaltata dall'ideale di perfezione morale incarnata da Rachmetov, lo prese per un modello di comportamento cui uniformarsi, e fece la sua scelta irrevocabile e radicale di servire gli interessi degli oppressi. Nikolaj Išutin fu alatore sul Volga come Rachmetov e visse anch'egli da asceta. Sergej Nečaev, oltre a rinunciare alla vita affettiva, imitò Rachmetov dormendo sul feltro, in sostituzione del materasso, e mangiando pane nero.
Porfirij Vojnaral'skij (1844-1898) e Dmitrij Lizogub sono gli esempi più luminosi di quella gioventù dorata, dalle origini aristocratiche, nata, come recita un proverbio russo, «con un cucchiaino d'argento in bocca» (s serebrjanoj ložkoj vo rtu), che negli anni del «populismo eroico» diede alla causa della rivoluzione la propria fortuna personale. Ma l'emulazione di Rachmetov in Ligogub fu assoluta, anche se, naturalmente, per giungere a questi estremi le motivazioni dovettero essere più profonde e preesistenti.
Aleksandr Berkman, quando nel 1892 era a Pittsburgh per uccidere l'imprenditore Henry Clay Frick, usò come falsa identità il nome di Rachmetov.
Per avere un'idea dell'influenza esercitata dal Che fare? in un paese slavo non russo, possiamo citare infine l'esempio del bulgaro Georgi Dimitrov, il quale scrive di «aver vissuto letteralmente per mesi interi» con i suoi personaggi, specie con Rachmetov, «modello vivente di un comportamento etico-intellettuale rivoluzionario».